# World Billiards
World Billiards (Limited Company oder Ltd.) wurde im November 2011 als Tochtergesellschaft der World Professional Billiards & Snooker Association gegründet. Dies schließt auch die vormaligen Mitglieder der EBOS (English-Billiards Open Series) und WPBSA mit ein, und sie ist der Dachverband für English Billiards. EBOS wurde 2004 von Phil Mumford, Philip Welham, Roxton Chapman, Peter Ainsworth, Paul Dunning, Jim Leacy und dem verstorbenen Andrew Grice gegründet.

## Geschichte
Der Vorgängerverband hieß „World Billiards and Snooker Association“ (WBSA) und richtete schon ab 1931 die English-Billiards-Weltmeisterschaft der Frauen mit aus und tat dies bis 1979. 1998 übernahm dies dann der 1981 neu gegründete Frauenverband „World Ladies Billiards & Snooker Association“ (WLBSA). Am 29. November 2018 kam es zur Aufsplitterung des Verbandes und der Neugründung des World Women’s Snooker (WWS), wobei die Disziplin Billiards dem nun wieder für beide Geschlechter zuständigen World Billiards zugeteilt wurde.
Ab 2012 wurde die Unterscheidung zwischen Profi- und Amateurspielern entfernt und die „WPBSA World Professional Billiards Championship“ wurde zur World Billiards Championship. Turniere werden nun im modernen kurzen Mehrspieler-Format, dem langen Einzelspiel-Format und dem traditionellen Zeit-Format abgehalten.

## Aktivitäten
Seit 2012 veranstaltete World Billiards jedes Jahr die Weltmeisterschaft in Leeds,  England und rund ein Dutzend anderer Weltranglisten-Turniere. Neben der Weltmeisterschaft gehören auch die Americas Cup in Winnipeg,  Kanada,  die European Open in Carlow,  Irland, die Neuseeland Open in Auckland, Neuseeland und die UK Open in Leeds, England dazu.